# آيت اورتيندي (تيزكيت)
آيت اورتيندي هي إحدى مشيخات المملكة المغربية، تتبع جغرافيا لإقليم إفران وإداريًا لتيزكيت. يقدر عدد سكانها بـ 1522 نسمة حسب الإحصاء الرسمي للسكان والسكنى لسنة 2004.